# Joss Advocaat
Joss Advocaat (* 29. Mai 1995) ist ein kanadischer Geschwindigkeitsskifahrer.

## Werdegang
Am 4. März 2011 gab Advocaat sein Debüt im Speedski-Weltcup. Gleich beim ersten Weltcup gewann er sein erstes Rennen in der Speed-Downhill-Junior-Klasse.